# Håkansbodaberget
Håkansbodaberget är ett naturreservat i Järnboås socken i Nora kommun.
Naturreservatet domineras av en nästan 200 år gammal barrskog med gott om lövträd i. Vandrar men genom skogen i reservatet finns det goda chanser att möta tjäder och järpe, kanske även tretåig hackspett. Terrängen är småkuperad och en stigslinga på cirka 3 km finns i reservatet